# Bigsweir Bridge
Die Bigsweir Bridge ist eine Straßenbrücke, die die auch als Wye Valley Road bekannte A 466 im Abschnitt zwischen Chepstow und Monmouth über den River Wye führt, der hier die Grenze zwischen Gloucestershire in England und Monmouthshire in Wales bildet. Sie steht abseits irgendwelcher Orte in der freien Landschaft. Die nächsten Orte entlang der Straße sind Llandogo in Wales und Redbrook in England. 2 km östlich der Brücke liegt der Ort St Briavels.
Der Name der Brücke steht in Zusammenhang mit dem 600 m weiter südlich nahe dem linken Flussufer stehenden Bigsweir House, einem Mitte des 18. Jahrhunderts gebauten, denkmalgeschützten Landsitz, der nahe einer ehemaligen Furt und einem Wehr steht, das bereits im Domesday Book erwähnt wird.
Die Brücke war ein Teil der Wye Valley Road, die durch den St. Arvans–Redbrook Turnpike Trust aufgrund eines Gesetzes von 1824 als mautpflichtige Straße (Turnpike road) angelegt wurde. Wenige Jahre zuvor war in Chepstow eine damals hochmoderne, heute Alte Wyebrücke genannte Brücke eröffnet worden. Die Mautpflicht endete 1879, nachdem 1876 die Wye Valley Railway in Betrieb ging.
Die gusseiserne Bogenbrücke wurde von Thomas Hollis geplant, in Merthyr Tydfil gegossen, der damals weltweit führenden Eisenhüttenstadt, und zwischen 1826 und 1829 errichtet (andere Angabe: zwischen 1829 und 1835).
Das insgesamt rund 100 m lange Bauwerk besteht aus der einspurigen Bogenbrücke mit einer Stützweite von 50 m und Widerlagern und Zufahrtsrampen aus Sandstein. Der Bogen besteht aus vier gusseisernen Rippen, die aus insgesamt sechzehn Segmenten zusammengefügt sind. Senkrechte und diagonale schmiedeeiserne Stäbe tragen die leicht nach oben gewölbte Fahrbahn, die von gusseisernen Obergurten und Geländern begrenzt wird. Mitte des 19. Jahrhunderts wurde vier Flutöffnungen in die Zufahrtsrampen eingefügt.
Die Brücke ist als Grade II* in den Denkmallisten von England und Wales registriert.
In den Jahren 2010 und 2011 wurde die Brücke renoviert, verstärkt und neu gestrichen. Der Verkehr über die einspurige Brücke wird durch Ampeln geregelt.